# Кондратьєв Роман Герасимович
Кондратьєв Роман Герасимович - син Герасима Кондратьєва,полковник Сумський та Охтирський.

## Біографія
Народився в роду Кондратьєвих, в реєстрах 1664 року, його ім'я відсутнє. Після смерті двох старших братів, головним претендентом на булаву полковника став син Андрія. Оскільки Роман був найменшим, і отримати посаду Сумського полковника було вже неможливо , Герасим вирішив назначити його полковником іншого полку. У

а сину.він д посади  і став полковник Охтирського слобідського полку .Отримав він цю посаду через те що колишній полковник був поранений, і посаду на деякий час від дали Роману.Суперничав із І. І. Перекрьостовим за посаду охтирського полковника. Після 1692 повернувся на колишній пост далі займався батьковими маєтностями. Також Роман був у часник другого Кримського походу воєводи Шереметьєва. Але стосунки з воєводою були погані, воєвода зневажливо до нього відносився та «таскав за волосся». Помер у 1700 році, скоріше всього через хворобу.